# Szkolenie

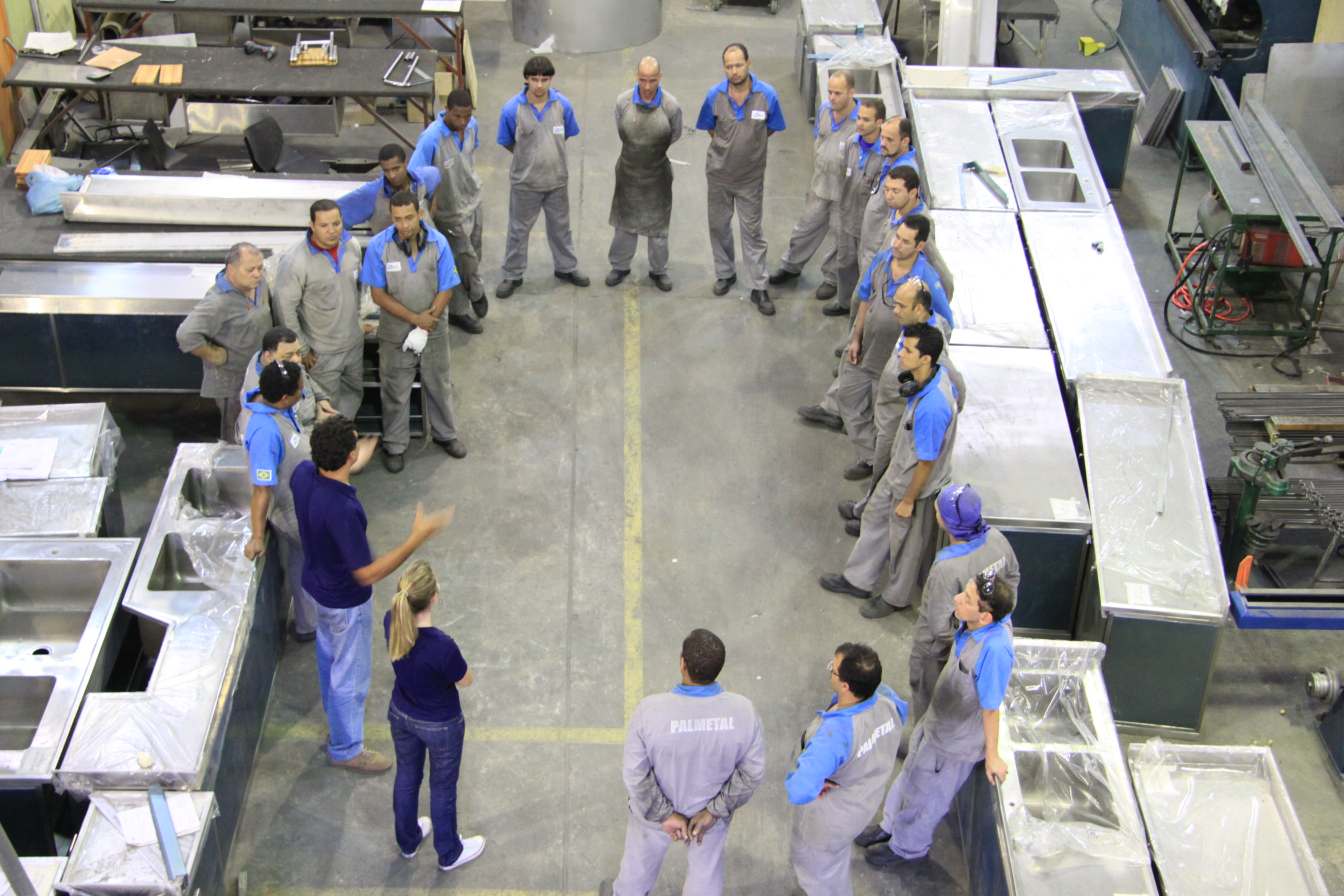
Szkolenie pracowników w miejscu pracy w firmie produkcyjnej

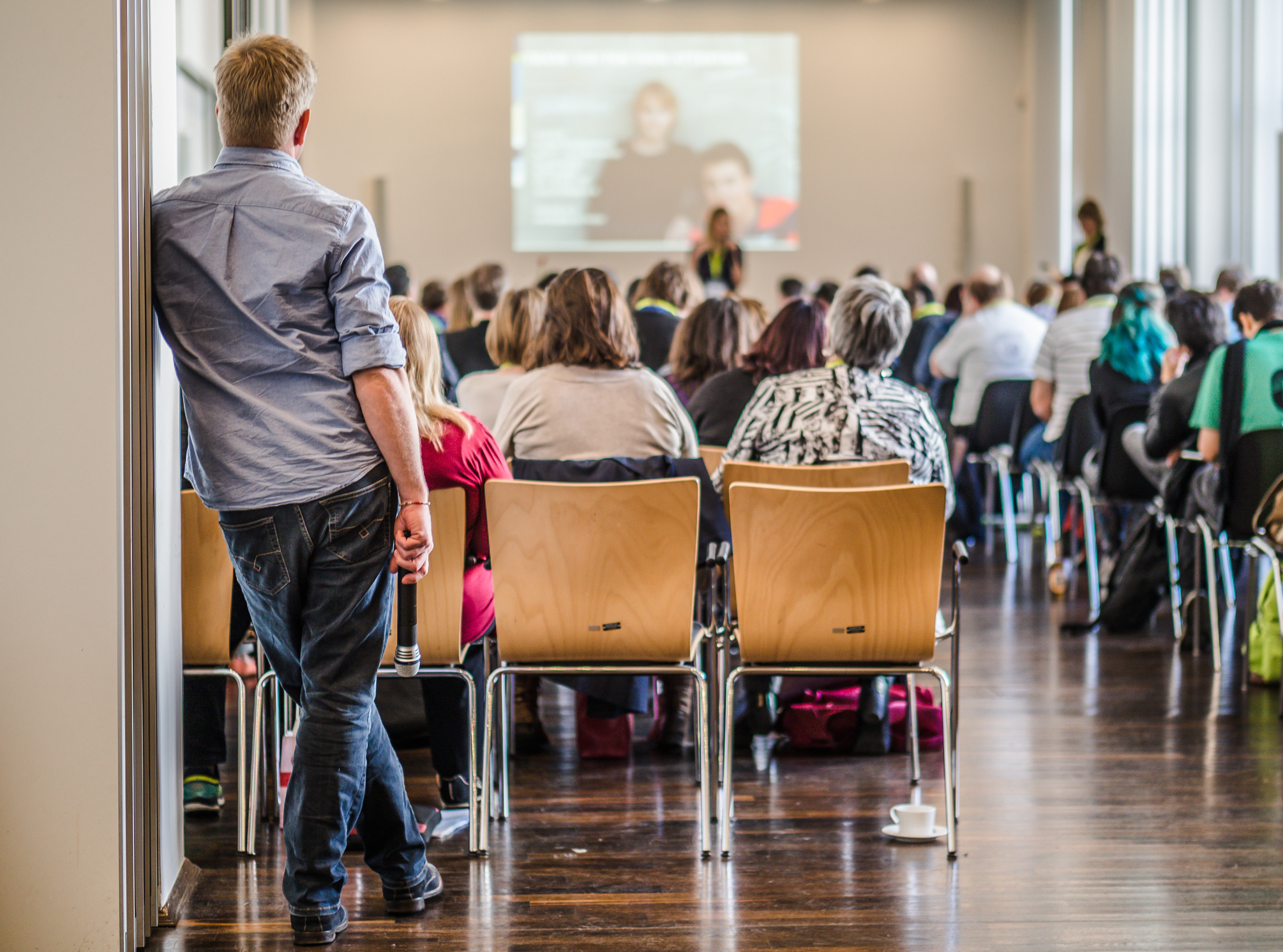
Szkolenie w formie wykładu

Szkolenie – w pedagogice kształcenie w zakresie nieskomplikowanych umiejętności i nawyków praktycznych, które nie wymagają szczegółowego przygotowania teoretycznego.
W ujęciu słownikowym szkolenie to cykl wykładów poświęconych sprecyzowanemu tematowi, którego głównym celem jest uzupełnienie czyjegoś wykształcenia, zdobycie wiedzy, albo uzupełnienie i doskonalenie umiejętności i kwalifikacji zawodowych.

## Etymologia
Szkolenie pochodzi od słowa (ros.) школить – szkolić. Słowo szkolenie to potoczna nazwa procesu kształcenia, która była zapożyczona w czasach zaboru rosyjskiego przez szkoleniowców i instruktorów – często bez przygotowania pedagogicznego do instruowania bądź szkolenia osób, które miały wykonywać czynności proste nie wymagającego przygotowania teoretycznego do działalności produkcyjnej w fabrykach. Zgodnie z zasadą zapożyczeń poprawności leksykalno – językowej stosowano mowę ojczystą w słowach narodu i kraju oraz przyjętego obowiązującego języka urzędowego w Polsce. Polscy pedagodzy są zgodni co do zasad poprawnej wymowy logopedycznej słowa – szkolenie, kształcenie, uczenie, nabywanie wiedzy i na podstawie tej zasadności formują wiedzę dydaktyczną z zakresu szkoleń by przytoczyć wiele idiomów i frazeologizmów, rozważając ich genezę, rozkładając je na czynniki pierwsze i dokonując ich interpretacji, można formułować tj.: Szkoła – szkoli a Uczenia – uczy czy szkoleniowcy – szkolą, szkolonych podczas procesu szkolenia.

## Opis
Szkolenia mają formę zajęć pozaszkolnych. W ujęciu badawczym, szkolenie jest złożoną metodą podnoszenia kwalifikacji, którą można umieścić na styku dziedzin: zarządzania, psychologii i pedagogiki (ściślej metodyki i dydaktyki). Szkolenie należy rozpatrywać z jednej strony jako nauczanie osób dorosłych, gdzie należy uwzględnić psychologię uczenia się oraz psychologię zachowania grupy, a z drugiej strony – z punktu widzenia instytucji zatrudniającej trenerów w celu przeprowadzenia szkolenia – jest ono jednym z elementów zarządzania zasobami ludzkimi, dlatego należy do obszaru zarządzania organizacją.
Pierwotnie szkolenie definiowało się jako przyuczanie pracowników do wykonywania konkretnych zadań. Według takiej definicji szkolenia traktowano wyłącznie jako systematyczne rozwijanie wiedzy, umiejętności i postaw koniecznych do właściwego wykonywania zadań na określonym stanowisku pracy. Szybko jednak nastąpiła zmiana tego podejścia. Szkolenia zaczęto traktować jako szereg systematycznych i celowych działań organizacji, które mają na celu pogłębianie i poszerzanie potencjału pracownika, aby spełniał nie tylko aktualne, ale i przyszłe potrzeby firmy. Tradycyjną definicję szkolenia (przyuczenie w celu wykonywania konkretnych zadań) przejęło określenie instruktaż. Dodatkowym wyróżnikiem szkolenia jest uzupełnienie przez pracownika wiedzy, umiejętności i kompetencji niezbędnych pod kątem awansu. W szkoleniu, w odróżnieniu do liczniejszej pod względem uczestników konferencji, bierze udział najczęściej ok. 15-30 osób.

## Rodzaje szkoleń
- otwarte – dostępne dla wszystkich chętnych; udział w nich jest dobrowolny, choć również na takie szkolenia przedsiębiorstwa mogą kierować swoich pracowników pokrywając część kosztów uczestnictwa[11]; w Polsce agencja rządowa (PARP) prowadzi kampanię społeczną „Inwestycja w kadry”, w ramach której propaguje podnoszenie kwalifikacji i udostępnia internetową bazę dostępnych szkoleń otwartych[12]
- zamknięte – organizowane na potrzeby konkretnego podmiotu (np. szkolenie pracowników konkretnego przedsiębiorstwa, członków organizacji), na szkolenia tego typu uczestnicy są kierowani przez organizatora (pracodawcę)
- wewnętrzne (wewnątrzzakładowe) – prowadzone przy pomocy własnej kadry szkoleniowej zakładu pracy
- zewnętrzne – prowadzenie zakład pracy zleca wyspecjalizowanym firmom szkoleniowym.
- indywidualne – odbywa się bezpośrednio między uczestnikiem a trenerem, którym często jest bezpośredni przełożony. Jest to proces, który pomaga rozwijać umiejętności i osiągać lepsze wyniki, dzięki rzetelnej ocenie, ukierunkowanej praktyce i informacji zwrotnej[13].
- grupowe – skierowane do większej liczby osób. Z uwagi na siłę oddziaływania grupy na jednostki, podczas takich szkoleń rozwijane są kompetencje, które ciężko zdobyć w czasie edukacji szkolnej (np. praca w zespole, rozwiązywanie konfliktów, radzenie sobie ze stresem)[13].

## Funkcje szkoleń
Wyróżnia się następujące funkcje szkoleń
- adaptacyjna – jej celem jest dostosowanie wiedzy i umiejętności pracownika do wymagań stanowiska pracy. Stosowana jest zazwyczaj w przypadku nowych pracowników,

- modernizacyjna – jej celem jest odświeżanie wiedzy z danej dziedziny, która na skutek postępu w nauce i technice, mogła okazać się przestarzała. Szkolenia pełniące tę funkcję nie prowadzą do awansu, a do możliwości pracy w danym obszarze,

- innowacyjna – jej celem jest szkolenie pracowników, którzy mają mieć wpływ na wdrażanie nowych rozwiązań w funkcjonowaniu organizacji oraz są odpowiedzialni za podejmowanie decyzji lub ich celem jest awans,

- społeczna – jej celem jest rozwijanie umiejętności interpersonalnych, które służyć będą integracji pracowników.

## Etapy w cyklu szkolenia
Wyróżnia się 7 etapów w cyklu szkolenia:
1. Analiza potrzeb szkoleniowych/analiza potrzeb marketingowych. W zależności, czy planowane szkolenie jest zamknięte czy otwarte, stosuje się odpowiednio różne analizy potrzeb. Dla szkolenia zamkniętego, przeprowadzonego dla określonej firmy, stosuje się analizę potrzeb szkoleniowych – czyli określenie tego, kto powinien zostać przeszkolony i na rozwijanie jakich kompetencji należy zwrócić uwagę, aby uczestnicy skorzystali ze szkolenia jak najpełniej. Analizę potrzeb marketingowych stosuje się w przypadku szkoleń otwartych, gdzie na początku należy zbadać rynek i ocenić, jaki rodzaj szkolenia wzbudzi zainteresowanie odbiorców.
2. Dobór uczestników szkolenia. Ustalając wielkość grupy, należy przede wszystkim wziąć pod uwagę cele, które podczas szkolenia mają być osiągnięte. Im szkolenie będzie bardziej praktyczne, tym grupa powinna być mniejsza, aby każdy z uczestników mógł swobodnie wziąć udział w ćwiczeniach.
3. Projektowanie szkolenia. Po przeprowadzonej analizie potrzeb szkoleniowych lub marketingowych, należy skupić się na zaprojektowaniu planu szkolenia. Warto, aby był on na tyle elastyczny, by umożliwiał pominięcie któregoś z etapów, aby dostosować przebieg szkolenia do aktualnych potrzeb uczestników.
4. Przygotowanie materiałów szkoleniowych. Zarówno brak materiałów, jak i ich nadmiar, jest przeszkodą w efektywnym uczeniu się. Należy przewidzieć, w którym momencie szkolenia materiały będą potrzebne oraz jaki rodzaj materiałów wykorzystać (np. materiały audiowizualne, materiały interaktywne, testy i narzędzia psychometryczne).
5. Przeprowadzenie szkolenia. Punkt kulminacyjny cyklu szkoleniowego, który wymaga od trenera ogromnej elastyczności, czuwania nad przebiegiem poszczególnych etapów oraz bieżącego badania potrzeb i poziomu zadowolenia uczestników.
6. Ocena szkolenia po jego zakończeniu (ankietyzowanie). Na ocenę szkolenia składa się ocena efektywności szkolenia (czyli porównanie wiedzy zdobytej podczas szkolenia z poziomem wiedzy przed szkoleniem) oraz ocena poziomu zadowolenia ze szkolenia (czyli jakość przeprowadzonego szkolenia).
7. Działanie. Często pomijany element w cyklu szkoleniowym, a jednocześnie najważniejszy. Sam udział w szkoleniu jest dopiero początkiem, fundamentem. Aby mówić o powodzeniu szkolenia, należy jak najszybciej zacząć stosować zdobytą wiedzę w praktyce, dlatego bardzo ważne jest badanie postępów oraz wspieranie uczestników przez trenera w praktycznym wykorzystywaniu wiedzy.

## Fundusz szkoleniowy
Pracodawcy, którzy na podstawie Ustawy z dnia 20 kwietnia 2004 r. o promocji zatrudnienia i instytucjach rynku pracy utworzyli zakładowy fundusz szkoleniowy przeznaczony na finansowanie lub współfinansowanie kosztów kształcenia ustawicznego pracowników i pracodawców, mogą starać się o dofinansowanie szkoleń z Funduszu Pracy oraz z funduszy Unii Europejskiej.

## Rejestr instytucji szkoleniowych
Te instytucje szkoleniowe, które prowadzą finansowane ze środków publicznych szkolenia dla bezrobotnych i poszukujących pracy, podlegają wpisowi do Rejestru instytucji szkoleniowych prowadzonego przez Wojewódzkie Urzędy Pracy.

## Rankingi i rating firm szkoleniowych
Dostawcy i organizatorzy szkoleń biznesowych są oceniani w Polsce w trzech głównych rankingach, z których każdy oparty jest na innej metodologii:
- Ranking firm szkoleniowych „Gazety Finansowej“ skupia się na wielkości i obrotach firm. O pozycji w rankingu decydują przychody ze sprzedaży firmy szkoleniowej, liczba oferowanych szkoleń[20].
- Ranking „Klubu Menedżerów HR” publikowany w Pulsie HR pozycjonuje dostawców szkoleń na podstawie liczby rekomendacji udzielonych przez ponad 800 menedżerów personalnych polskich firm. O pozycji w rankingu decyduje liczba rekomendacji klientów. Ten ranking jako jedyny posiada sub-rankingi tematyczne: dostawcy szkoleń menedżerskich, handlowych, finansowych, prawnych, językowych, informatycznych integracyjnych oraz gier symulacyjnych[21].
- Krajowy Rating Firm Szkoleniowych opiera się o jakościowe kryteria punktowe (np. oceniające posiadane autorskie koncepcje i narzędzia, doświadczenie menedżerskie i dydaktyczne trenerów, liczba wydanych książek, liczba posiadanych referencji). Charakterystyczną cechą tego rankingu jest jawność modelu punktacji oraz jawność cząstkowych punktów uzyskanych przez każdego z dostawców[22].